# 마사지사
마사지사(Masahista)는 필리핀에서 제작된 브릴란테 멘도자 감독의 2005년 드라마 영화이다. 코코 마틴 등이 주연으로 출연하였다.

## 출연

### 주연
- 코코 마틴

### 조연
- 재클린 호세
- 크리스토퍼 킹

## 제작진
- 미술: 벤자민 파데로